# 静岡県立伊豆総合高等学校
静岡県立伊豆総合高等学校（しずおかけんりついずそうごうこうとうがっこう）は、静岡県伊豆市に本校がある公立高等学校。2010年（平成22年）に静岡県立修善寺工業高等学校と静岡県立大仁高等学校を統合して新設された。設置学科は全日制の総合学科および工業科であり、ユネスコスクールとして認定されている。
校訓は「無私の心」。校歌の作曲は小室等、作詞は及川恒平が手掛けた。

## 校舎
校舎は従来の修善寺工業高校の敷地を利用、既存の同校校舎と体育館等は解体し、新校舎・実習棟・体育館等の建設・改修を終わらせた。施設概要は以下の通り。
- 新校舎（普通教室棟・電気科実習兼特別教室棟）
- 実習棟（機械工学科実習棟・建築科実習棟）
- 体育館（1階は、レスリング場と柔道場と剣道場・2階は、体育用多目的ホール）
- 弓道場（体育館裏にある）
- 至誠館

## 行事
- 6月 湧郷祭　体育の部[3]
- 6月  湧郷祭　文化の部[3]

## 部活動
運動部
野球部
サッカー部
男女テニス部
ハンドボール部
男子バスケットボール部
男女バレーボール部
卓球部
レスリング部
バドミントン部
自転車競技部
弓道部
文化部
郷土芸能部
美術部
原動機研究部
放送部
ロボット部
写真部
茶道華道部
パソコン部
吹奏楽部
書道部
自然科学部

## 学科
学科は、大きく2つに分かれる。
工業科
2年次より類型制
機械工学類型
電気電子類型
建築デザイン類型
総合学科
生徒は入学後、各系列の科目を選択し履修する
文化国際
情報理数
健康福祉
ビジネス教養

## 沿革
- 2010年（平成22年）4月1日 - 設立[4]。
- 2012年（平成24年）6月11日 - ユネスコ・スクールへの加盟が承認される[5][6]。
- 2013年（平成25年）10月 - 湧郷祭文化の部に合わせ校訓「無私の心」を制定[1]。
- 2017年（平成29年）4月1日 - 静岡県立土肥高等学校を統合。旧校舎は、当校の土肥分校となる。

## 交通
- JR三島駅より伊豆箱根鉄道に乗り換え、終点修善寺駅下車、東へ約1km
- 東海バスC31ニュータウン・戸田線及び伊豆市自主運行バスC90競輪学校線、C92馬渡橋線「伊豆総合高校」停留所から徒歩約5分

## 主な出身者
- 小川美咲 - 元女子競輪選手